# Łapy Osse
Łapy Osse – kolejowy przystanek osobowy w łapskiej dzielnicy Osse, w powiecie białostockim, w województwie podlaskim, w Polsce. Znajduje się on w południowo-zachodniej części Łap, 3,5 km od centrum miasta i tamtejszego głównego dworca kolejowego. Składa się z dwóch wysokich położonych naprzeciwko siebie peronów bocznych o długości 400 m każdy skupionych wokół nowego przejścia podziemnego w ciągu ul. Surażskiej (drogi powiatowej nr 1527B). Perony wyposażone są w oświetlenie, ławki i gabloty z rozkładem jazdy pociągów. Na dwóch peronach są również umiejscowione ogromne wiaty. Na stacji można dostrzec megafony które informują o odjazdach pociągów oraz 4 duże zegary (po dwa na jednym peronie).
Przystanek jest obsługiwany przez pociągi regio spółki Polregio relacji Białystok – Szepietowo – Białystok. Tabor wykorzystywany w tych połączeniach to elektryczne zespoły trakcyjne serii EN57/EN57AL. Według rozkładu jazdy 2019/20 w dzień roboczy uruchamianych było 11 par takich połączeń. Od grudnia 2023 na stacji funkcjonuje przejście podziemne które umożliwia pasażerom poruszanie się z jednego peronu ma drugi. W niedalekiej odległości od peronów znajduje się wiadukt drogowy.

## Ruch pasażerski[6]
| Rok  | Wymiana pasażerska na dobę |
| ---- | -------------------------- |
| 2017 | 500-699                    |
| 2018 | 500-699                    |
| 2019 | 500-699                    |
| 2020 | 300-499                    |
| 2021 | 150-199                    |
| 2022 | 150-199                    |
| 2023 | 150-199                    |

## Modernizacja
26 czerwca 2020 roku PKP Polskie Linie Kolejowe podpisały umowę na modernizację odcinka linii kolejowej nr 6 Czyżew – Białystok prowadzoną w ramach projektu Rail Baltica. Prace mają potrwać do 2023 roku. W związku z ograniczoną przepustowością linii kolejowej spowodowaną modernizacją, od 30 sierpnia 2020 r. niektóre pociągi osobowe Polregio zostały zastąpione autobusową komunikacją zastępczą.

## Galeria

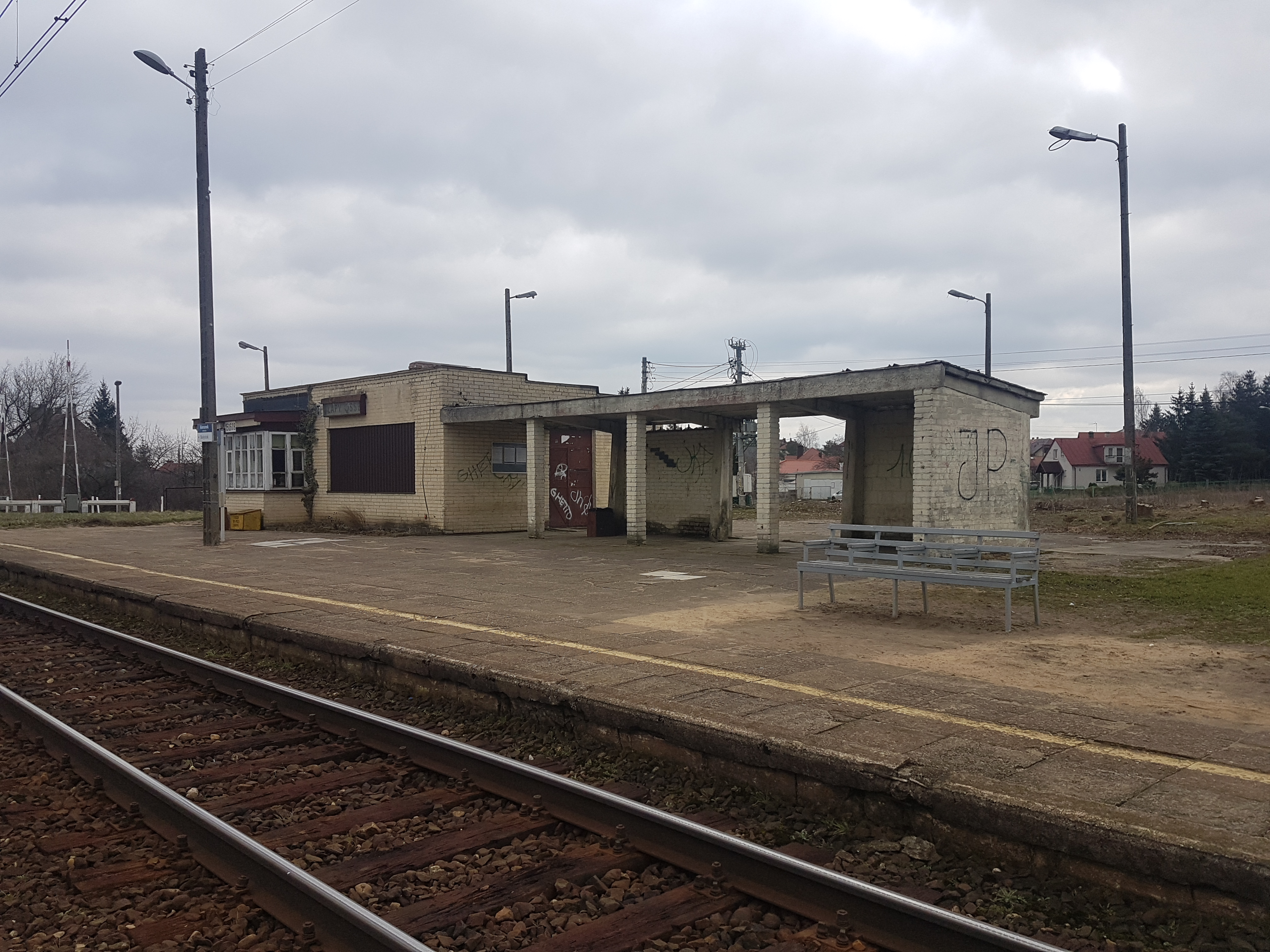
Peron 1 (2021)
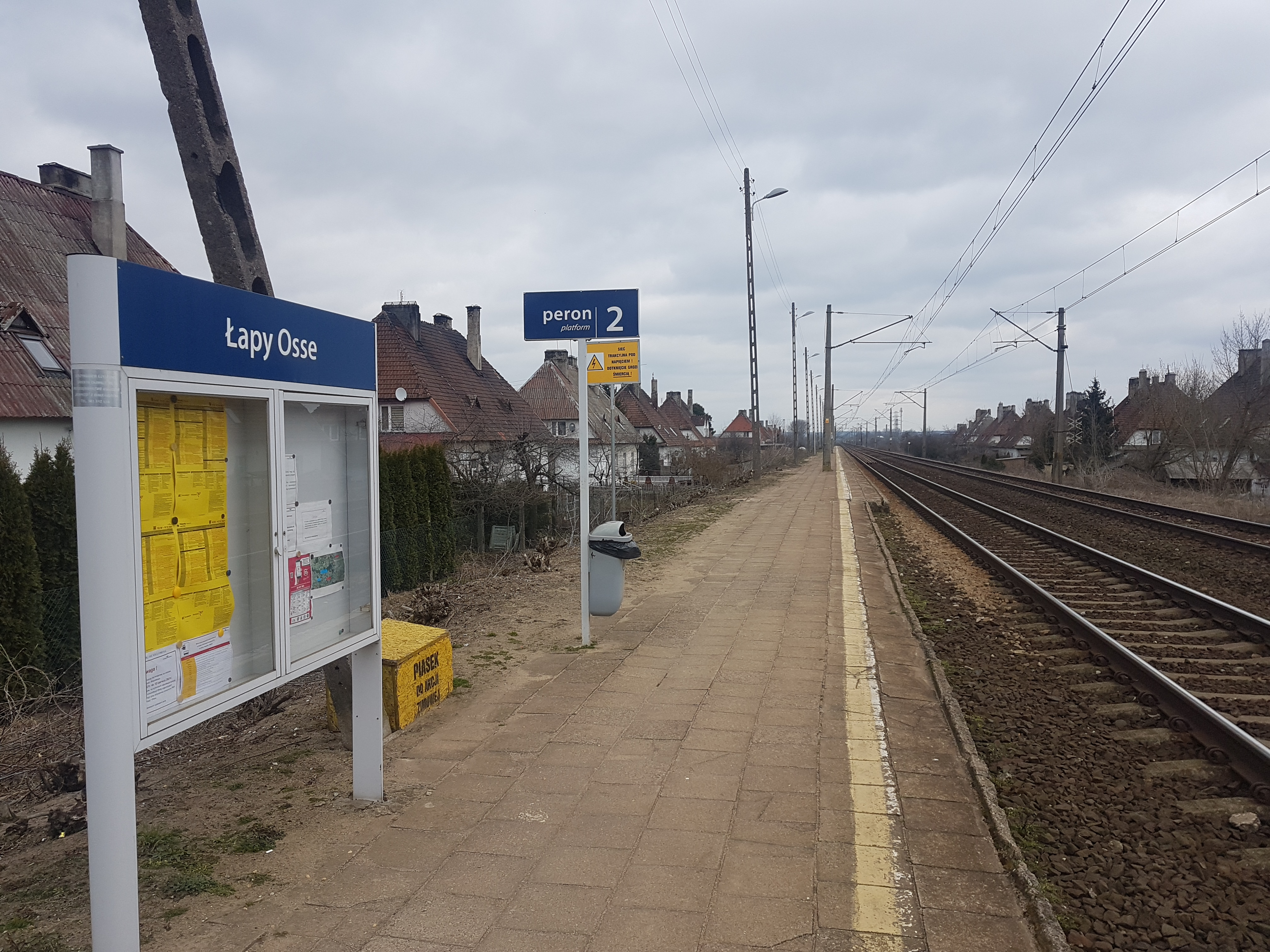
Peron 2 (2021)
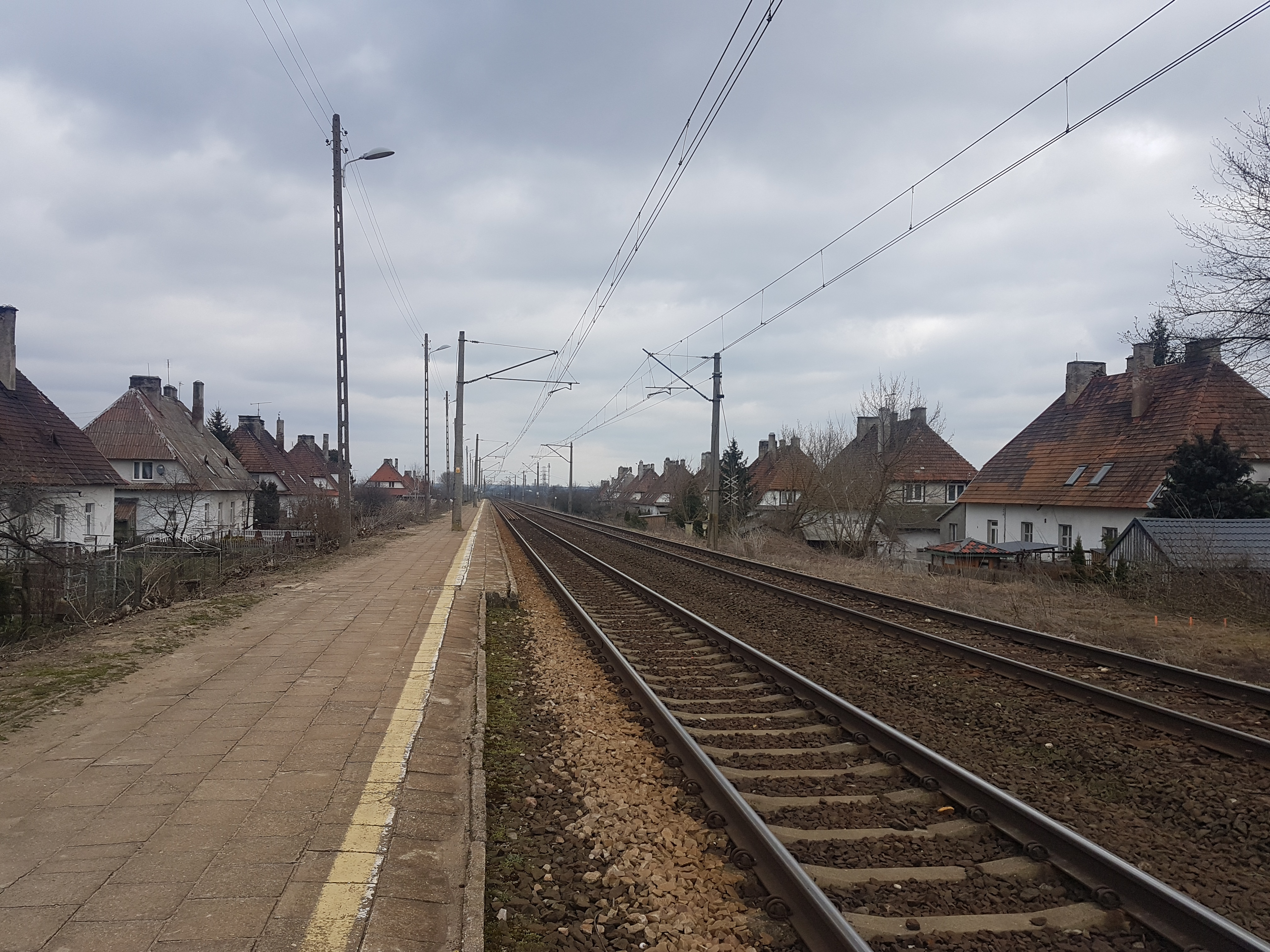
Osiedle kolejarskie z lat 30. XX wieku (2021)
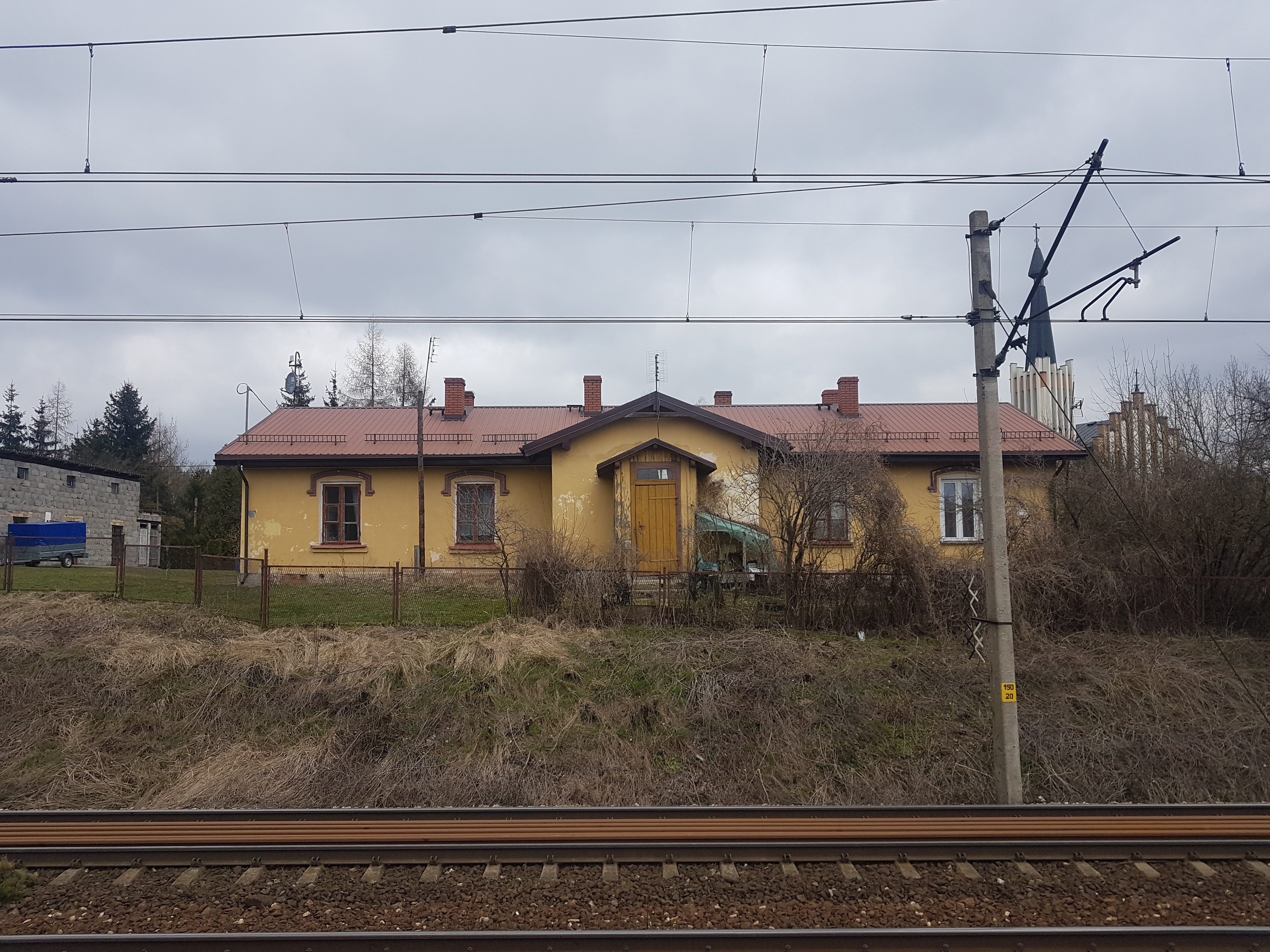
Koszarka (2021)
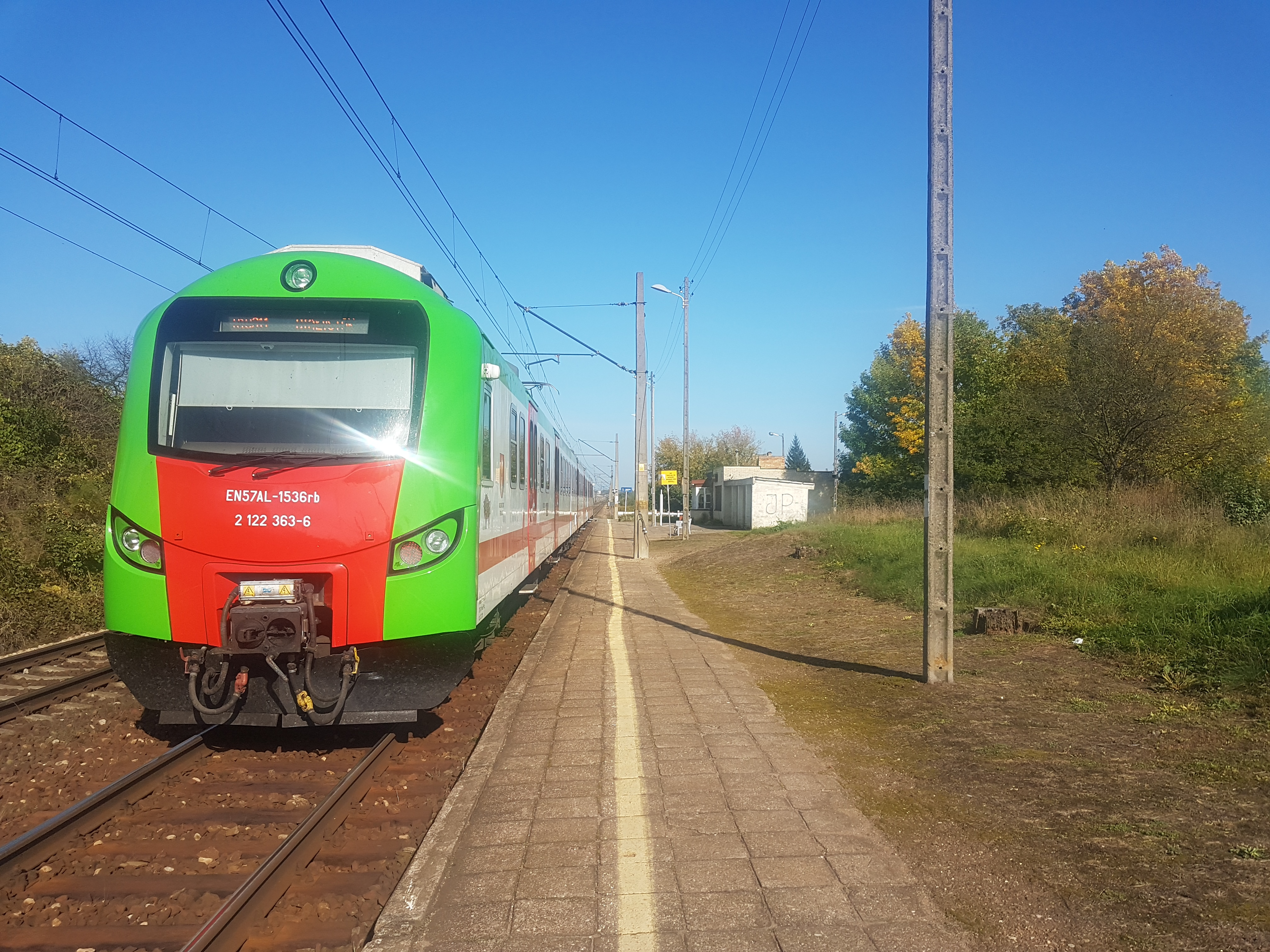
Postój pociągu Polregio z Szepietowa do Białegostoku (2020)